# Greater Napanee (Ontario)
Greater Napanee – miejscowość (ang. town) w Kanadzie, w prowincji Ontario, w hrabstwie Lennox And Addington.
Powierzchnia Greater Napanee to 459,71 km². Według danych spisu powszechnego z roku 2001 Greater Napanee liczy 15 132 mieszkańców (32,92 os./km²).
Piosenkarka Avril Lavigne wychowała się tu.